# École secondaire catholique Monseigneur-de-Charbonnel
L'École secondaire catholique Monseigneur-de-Charbonnel est un établissement scolaire francophone et catholique situé dans la ville de North York, en Ontario. Elle fut baptisée en l'honneur de Monseigneur de Charbonnel qui fut évêque de Toronto de 1850 à 1860.

## Histoire
En avril 1969, deux membres du conseil d'administration de la Metropolitan Toronto School Board tentèrent de mettre un terme à l'ouverture de l'école prévue pour la fin de l'année. À l'époque, la commission devait approuver un plan consistant à louer un bâtiment à l'établissement qui était alors géré par la Congrégation de Notre-Dame de Montréal.
L'école ouvrit de nouveau ses portes en 1985 sous son nom actuel, puis déménagea ses locaux dans l'ancienne Lewis S. Beattie Secondary School.

## Anciens élèves
- Dan Harris, député fédéral de Scarborough-Sud-Ouest